# Gabrovitz Kornél
Gabrovitz Kornél (1872 – 1947. december 24.) labdarúgó, hátvéd. Gabrovitz Emil, labdarúgó testvére.

## Pályafutása
1901-ben az FTC csapatában játszott és tagja volt a bajnoki bronzérmet szerzett együttesnek. A Fradiban hat mérkőzésen szerepelt (3 bajnoki, 3 nemzetközi) és egy gólt szerzett.

## Sikerei, díjai
- Magyar bajnokság
  - 3.: 1901
- az FTC örökös bajnoka: 1925